# Мезинский национальный природный парк
Мезинский национальный природный парк (укр. Мезинський національний природний парк) — национальный природный парк, расположенный в Новгород-Северском районе Черниговской области Украины. Территория парка относится к Новгород-Северскому Полесью и простирается вдоль правого берега реки Десна. Площадь парка — 31 035.2 га (310,352 км²), из которых 8 543,9 га переданы парку в постоянное пользование. Парк создан с целью сохранения и возрождения типовых и уникальных природных комплексов Новгород-Северского Полесья.

## История
Парк создан в соответствии с Указом Президента Украины от 10 февраля 2006 года № 122 на базе ландшафтного заказника общегосударственного значения «Рыхлевская дача» (789 га), ландшафтных заказников местного значения «Мезинская Швейцария» (154 га), «Урочище Криничное» (7 га), «Жуков яр» (118 га), «Змеевщина» (247 га), «Свердловский» (159 га), ботанического заказника «Дубравка» (742 га).

## География
По территории парка протекает река Десна и её небольшие правые притоки — Студенка, Головесня, Хвостинка. В пойме Десны сохранилось много стариц и озёр, среди которых самым большим является озеро Хотынь (50 га). Болота занимают небольшую площадь и расположены на севере парка двумя небольшими массивами.
В состав парка были включены земли без изъятия у владельцев: Будищенский 840,9 га, Вишенковский 633 га, Городищенский 668,5 га, Крисковский 1045,1 га, Оболонский 206,7 га, Мезинский 699,2 га, Радичевский 740,6 га, Розлётовский 341,2 га, Свердловский сельсовет 600,7 га, Понорницкий поселковый совет 435,6 га, ГП «Холминское лесное хозяйство» 1860 га, ГП «Новгород-Северская лесная научно-исследовательская станция» 48,5 га, Коропская райгосандминистрация 538,2 га, предприятия.
На территории ГП «Холминское лесное хозяйство» расположен заказник Рыхлевская дача.
Климат территории парка умеренно континентальный с тёплым летом и мягкой зимой. Среднегодовая температура за период многолетних наблюдений (метеостанция Покошичи) колеблется от +6,5 °C до +7,5 °C.

## Природа
В парке обитает 332 вида позвоночных животных: 1 вид миног, 43 вида костных рыб, 12 видов земноводных, 7 видов рептилий, 221 вид птиц и 48 видов млекопитающих. Из всех видов животных, обитающих на территории парка, 94 вида занесены в Красную книгу Украины.
За весь период существования Парка было достоверно отмечено 2454 вида животных.

## Археологические объекты
На территории парка расположено около 50 памятников археологии. В их числе — известная Мезинская палеолитическая стоянка, возраст которой оценивается в 20 тысяч лет.